# Hugo Parisi
Hugo Pellicer Parisi (Taguatinga, 1 de agosto de 1984) é um nadador e atleta de saltos ornamentais brasileiro. Atualmente é treinado pelo técnico Ricardo Moreira

## Carreira
Desde os sete anos de idade pratica a modalidade esportiva aquática dos saltos ornamentais. 
Iniciou sua carreira esportiva na Associação Brasiliense de Saltos Ornamentais (ABRASSO). Transferiu-se, em 2000, para o C. R. Vasco da Gama, do Rio de Janeiro. Em 2002, passou a defender o Fluminense F. C., do Rio de Janeiro. No ano de 2004 mudou para a Associação Peneira Olímpica de Esporte (APOE), do Rio de Janeiro, onde ficou até outubro de 2007.
Ao longo de sua carreira esportiva possui resultados expressivos, sendo considerado um dos melhores saltadores do Brasil na atualidade.

## Olimpíadas
Participou dos Jogos Olímpicos de Verão de 2004 em Atenas (Grécia), 2008 em Beijing (China), 2012 em Londres (Reino Unido) e em 2016 no Rio de Janeiro (Brasil), além de possuir os títulos de vice-campeão mundial juvenil (2002-Alemanha), vice-campeão pan-americano juvenil (2001-México), e ter sido por diversas vezes campeão sul-americano e brasileiro.

## Campeonato Brasileiro
É o atual campeão sul-americano absoluto de plataforma.
Por seis anos (1999, 2000, 2001, 2004, 2006 e 2007) foi indicado para concorrer ao prêmio Brasil Olímpico, do Comitê Olímpico Brasileiro, como um dos três melhores atletas da modalidade esportiva.
Atualmente é atleta do Instituto Presbiteriano Mackenzie de Brasília.